# رؤوف غبور
الدكتور رؤوف كمال حنا غبور (1953 - 9 نوفمبر 2023) ،رجل اعمال مصرى، رئيس مجموعة شركات غبور والعضو المنتدب فى مصر ورئيس مجلس إدارة شركة جي بي غبور أوتو التي اتأسست سنة 1985، وهو عضو الهيئة العليا لحزب المصريين الأحرار
أولاده نادر غبور عضو مجلس الاداره وكمال غبور وابنته دينا غبور.
زوجته هى الراحله علا زكي غبور المؤسسه لمستشفى 57357 لعلاج مرضى سرطان الاطفال بمصر.
توفى بعد إصابته بسرطان البنكرياس فى 9 نوفمبر 2022 .
رجل الأعمال رؤوف غبور هو مالك شركة جي بي أوتو، والوكيل المحلي لعدد من علامات السيارات في السوق المحلي.
وتنوعت أنشطة شركات رؤوف غبور التي بدأ تأسيسها عام 1985 بين: «تصنيع وتجميع سيارات الركوب وحافلات النقل والإطارات»، وحصلت شركاته على حقوق بيع وتوزيع منتجات بعض من كبرى الشركات داخل مصر مثل: «هيونداي الكورية ومازدا اليابانية وشيري الصينية».
وأنشأ رؤوف غبور مصانع لتجميع السيارات وصناعة المكونات وهياكل الأتوبيسات والموتوسيكلات وحتى تصنيع الـ«توك توك».

## مذكرات رؤوف غبور خبرات و وصايا
وكان رؤوف غبور أصدر سيرته الذاتية في كتاب بعنوان «مذكرات رؤوف غبور.. خبرات ووصايا» عن الدار المصرية اللبنانية بالقاهرة.
وسرد في كتابه كيف بدأ مشواره مع التجارة في عمر سبع سنوات حتى امتلك واحدة من أكبر شركات السيارات في مصر.
وسجل رؤوف غبور رحلته وكيفية مواجهته لأزماته المالية في مذكراته «خبرات ووصايا» الصادرة، وكشف رؤوف غبور بالتفصيل عن ظروف حبسه لما يزيد من 6 أشهر في عهد الرئيس المصري الأسبق، محمد حسني مبارك، في قضية بعد اتهامه بتقديم رشوة لأحد كبار المسؤولين، موضحًا أنه رفض أن يشي خلالها بموظف حكومي نظيف اليد ومظلوم.
وقدم رؤوف غبور في مذكراته نصيحة لرجال الأعمال الشباب بعدم الانخراط في العمل السياسي، حيث كتب في مذكراته «أدليت بدلوي في السياسة، وقد خرجت منها سريعًا، وبلا رجعة، أنا لم أندم على التجربة، لكني لا أنصح أي رجل أعمال ناجح بالعمل في السياسة لأنني لم أربح من ورائها أي شيء».

## وفاته
توفى رجل الأعمال رؤوف غبور، عن عمر ناهز 70 عامًا بعد صراع مع المرض، إذ عانى من سرطان البنكرياس الذي داهم جسده على مدار عام ونصف ولم يستجب للعلاج حتى تدهورت حالته الصحية ووافته المنية.

## منتجات و أنشطة رئيسية
- سيارات هونداى
- سيارات مازدا
- سيارات جيلى
- إطارات جوديير
- سيارات نقل ميتسوبيشى
- ماكينات خياطة برذر
- أتوبيسات فولفو
- معدات سكانيا
- قطع غيار بوش
- فسبا باجاج
- سيارات التوك توك
- مصنع بريما